# Ceratoglyphina roepkei
Ceratoglyphina roepkei är en insektsart. Ceratoglyphina roepkei ingår i släktet Ceratoglyphina och familjen långrörsbladlöss. Inga underarter finns listade i Catalogue of Life.